# Euscorpiidae
Ne doit pas être confondu avec Eoscorpiidae.
Famille
Les Euscorpiidae sont une famille de scorpions.

## Distribution
Les espèces de cette famille se rencontrent en Europe, en Afrique du Nord, en Asie et en Amérique,.

## Liste des genres
Selon The Scorpion Files (22/12/2020) :
- Alpiscorpius Gantenbein, Fet, Largiadèr & Scholl, 1999
- Eoeuscorpius Kühl, Lourenço, 1876
- Euscorpius Thorell, 1876
- Megacormus Karsch, 1881
- Plesiochactas Pocock, 1900
- Tetratrichobothrius Birula, 1917
- Troglocormus Francke, 1981

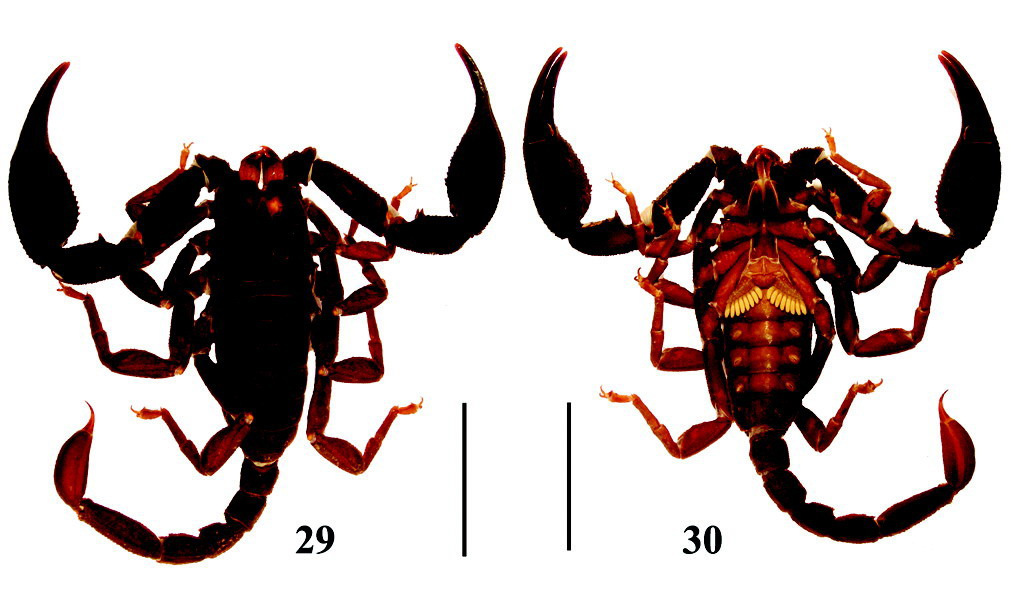
Euscorpiops puerensis
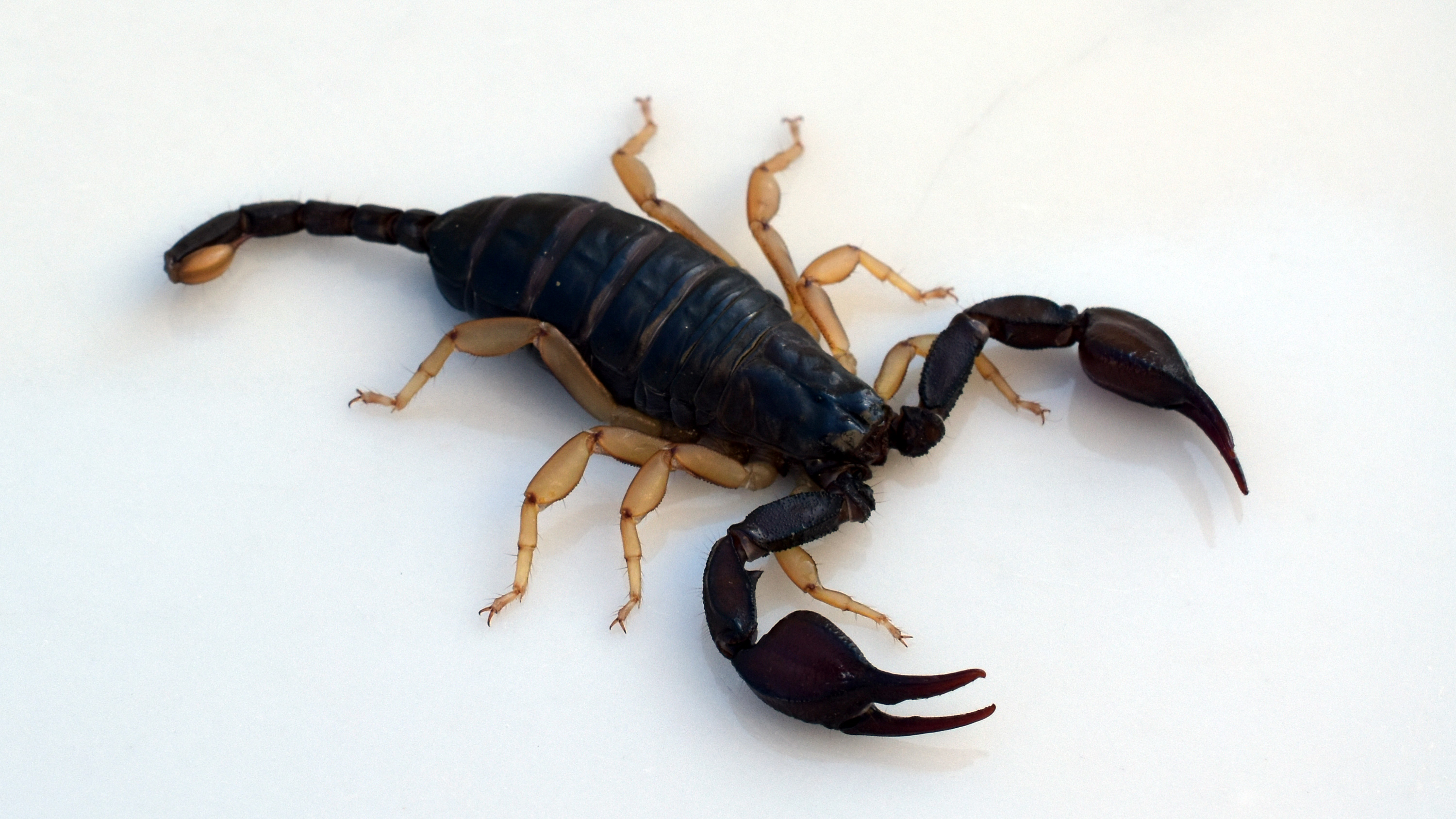
Euscorpius flavicaudis
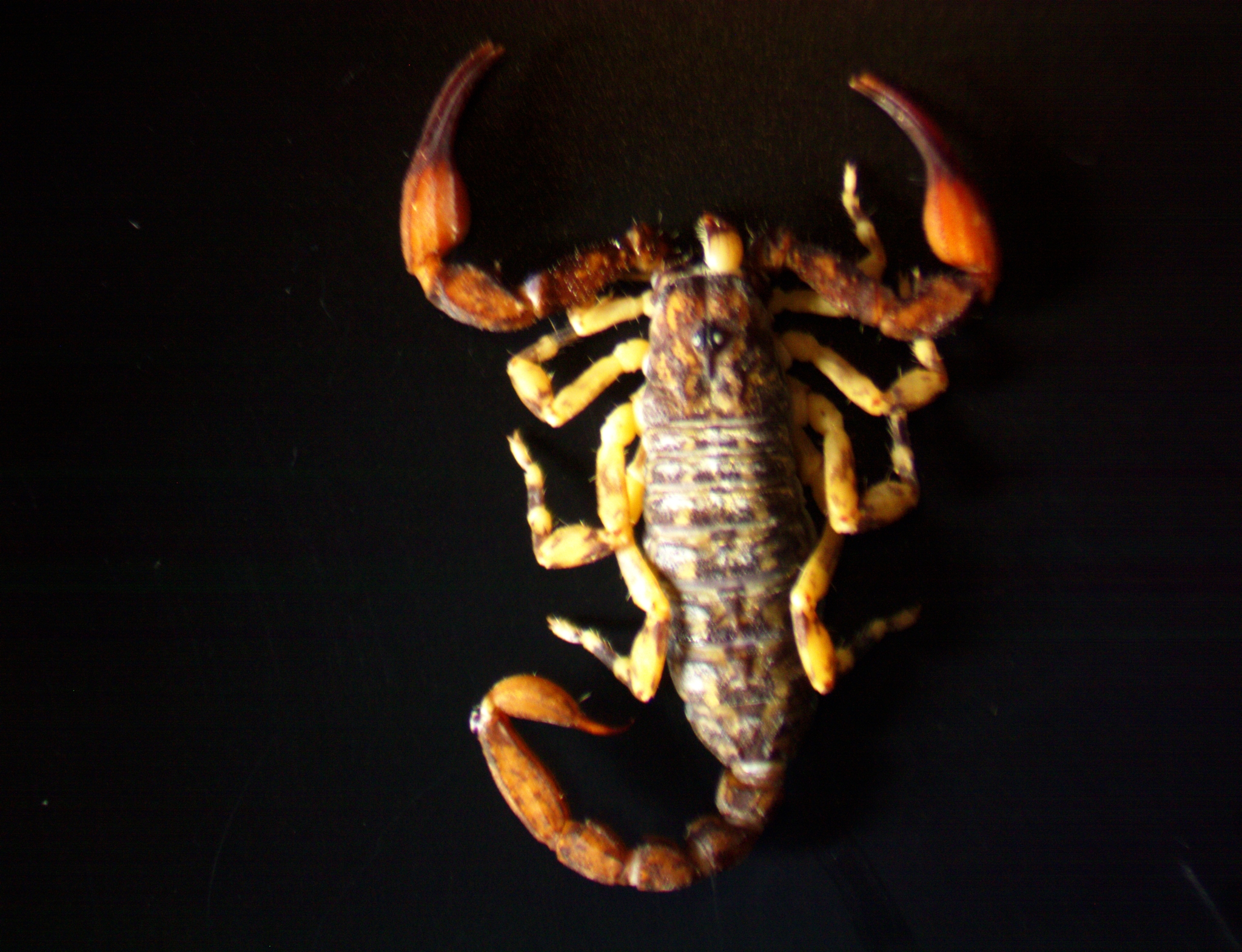
Plesiochactas vasquezi
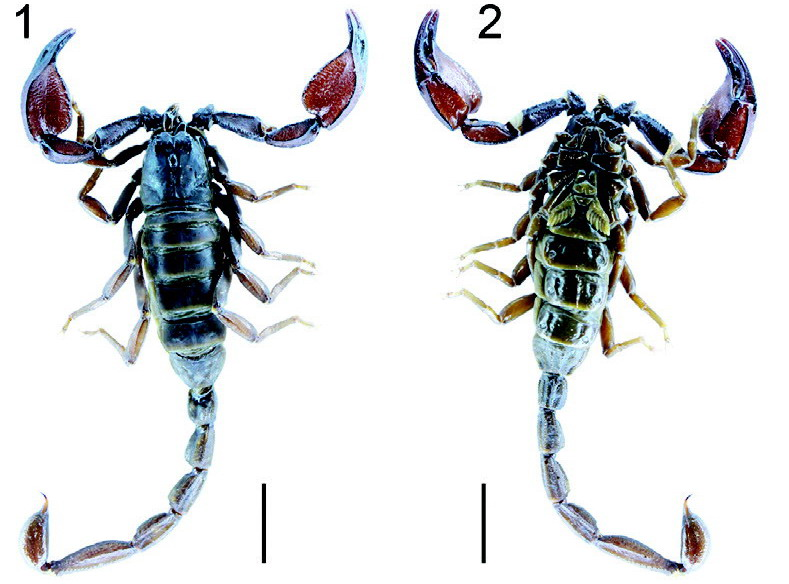
Scorpiops ingens

Selon World Spider Catalog (version 20.5, 2020) :
- † Eoeuscorpius Kühl & Lourenco, 2017

## Systématique et taxinomie
Soleglad et Fet en 2003 répartissaient les genres en trois sous-familles les Euscorpiinae avec Euscorpius, les Megacorminae avec Megacormus, Plesiochactas et Chactopsis et les Scorpiopinae avec Alloscorpiop, Dasyscorpiops, Euscorpiops, Neoscorpiops, Parascorpiops, Scorpiops et Troglocormus. Le genre Chactopsis Kraepelin, 1912 est placé dans cette famille par Soleglad & Sissom, 2001 mais dans les Chactidae par Lourenço, 2003. Les Scorpiopinae ont été élevées au rang de famille.

## Publication originale
- Laurie, 1896 : « Further notes on the anatomy and developpment of scorpions and their bearing on the classification of the order. » Annals and Magazine of Natural History, sér. 6, vol. 18, p. 121–133 (texte intégral).